# Iphione ovata
Iphione ovata är en ringmaskart som beskrevs av Johan Gustaf Hjalmar Kinberg 1855. Iphione ovata ingår i släktet Iphione och familjen Polynoidae. Inga underarter finns listade i Catalogue of Life.